# Zhaodong
Zhaodong (肇东 ; pinyin : Zhàodōng) est une ville de la province du Heilongjiang, au nord-est de la Chine. C'est une ville-district placée sous la juridiction de la ville-préfecture de Suihua. Il ne faut pas la confondre avec la ville de Zhaotong, située dans le Yunnan.

## Démographie
La population du district était de 869 409 habitants en 1999.